# IPhone 12 Pro/12 Pro Max
iPhone 12 ProとiPhone 12 Pro Maxは、Appleが設計・開発したスマートフォンである。2020年10月13日（現地時間）に発表されたiPhoneのことである。iPhone 12・12 miniと同時に発表され、12 Proは10月23日に発売された。2021年9月14日（現地時間）のiPhone 13 Proシリーズの発表に伴い、店頭在庫限りで販売を終了した。

## 仕様

### デザイン
iPhone 12 Pro/12 Pro Maxは、iPhone 11 Proなどにあった丸みを帯びたデザインから、フラットなデザインへと変更されている。外枠には、医療機器と同じグレードの光沢処理されたステンレス鋼が採用されている。2018年以降のiPad Proや第4世代のiPad Airと同様に、iPhone X以来の大幅な再設計となっている。ノッチのサイズは以前のiPhoneモデルよりも僅かに小型化されている。
iPhone 12 Pro/12 Pro Maxのカラーはシルバー、グラファイト、ゴールド、パシフィックブルーの4色である。

### ディスプレイ
iPhone 12 Proは、6.1インチの、Pro Maxは6.7インチのOLED,Super Retina XDRディスプレイ（最大輝度800ニト（標準）、最大輝度1,200ニト（HDR））が搭載されている。
表面のガラスは2.5Dからフラットへ戻り、ゴリラガラスで知られるコーニングが開発したCeramic Shieldで、iPhone 12 Pro・12 Pro Maxは、これまでよりも4倍の落下耐性強度のある。

### カメラ
TrueDepthカメラは1200万画素となっており、赤外線センサーを備えFace IDに利用される。iPhone 11シリーズ以降から搭載されたナイトモードに対応し、4Kビデオ撮影（最大60fps）が可能である。
カメラにはiPhone 11 Pro/11 Pro Max同様に超広角・広角・望遠の3つのカメラが搭載されており、iPhone 12 Proは4倍ズームに対応している。iPhone 12 Pro Maxのみより大きな1.7μ（ミクロン）センサーで1眼レフと同じような高精度のセンサーシフト式手ブレ補正を行う(広角カメラのみ)。望遠は65mmである為、5倍ズームに対応している。
またLIDARにはToFセンサーが採用され、ARに用いられる他、暗い場所での撮影時にオートフォーカス速度が6倍に高速化された。またこれを活用したナイトモードポートレート（広角カメラのみ）も撮影可能になった。

### 耐水・防塵性能
IP68等級で最大水深6メートルの水没に最大30分間耐えられる。

### 5G対応と通信速度

#### 5G
日本国内では最大下り3.5Gbps（理論値）を実現する。米国内ではミリ波（n260（39GHz）・n261（28GHz））に対応する為、下り4Gbps/上り200Mbpsが最大速度（理論値）となる。
ドコモでは受信最大3.4Gbps/送信最大218Mbps、KDDIでは受信最大3.4Gbps/送信最大183Mbpsと発表されている。ソフトバンクでは受信最大2.4Gbps/送信最大110Mbpsに留まる。
5Gの対応周波数： n1 (2100MHz)・n2 (1900MHz)・n3 (1800MHz)・n5 (850MHz)・n7 (2600MHz)・n8 (900MHz)・n12 (700MHz) ・n20 (800DD)・n25 (1900MHz)・n28 (700APT)・n38 (TD2600)・n40 (TD2300)・n41 (TD2500)・n66 (AWS-3)・n71 (600 MHz)・n77 (TD3700)・n78 (TD3500)・n79 (TD4700)。
※太字は、日本国内で対応するsub-6GHz帯。

#### 4G
ドコモでは受信最大1.7Gbps/送信最大131.3Mbps。KDDIでは受信最大1Gbps/112.5Mbps。ソフトバンクでは受信最大838Mbps/送信最大46Mbpsに留まる。
- FDD-LTE：バンド1、2、3、4、5、7、8、11、12、13、14、17、18、19、20、21、25、26、28、29、30、32、66、71。
- TD-LTE：バンド34、38、39、40、41、42、46、48。

## 同梱物
iPhone 12 Pro/Pro MaxにはUSB-PD準拠の電源アダプタで急速充電が出来るApple USB-C - Lightningケーブルが添付されている (電源アダプタはオプション) 。急速充電を行うと30分で50%まで充電できるが、20W以上のApple USB-C電源アダプタを使用しても20W電源アダプタと同じ出力になる。iMacのUSB-Cポートでは15Wでの急速充電が出来る他、MacのUSB Type-AポートでもUSB-PDより遅い10Wで急速充電ができる。
また、オプションのMagSafeにより、15Wでの急速ワイヤレス充電が可能である。Qiでは7.5Wでの充電に対応しているほか、iOS 17.4以降ではQi2での15W急速充電にも対応している。
iPhone 12シリーズでは電源アダプタ・EarPodsが付属されていない。Appleはこれに関して、パッケージを小さくできることで輸送できる量が増え、結果45万台分のトラックを減らすことができ、計200万トンの二酸化炭素削減に貢献できるとしている。
これに合わせ、今後販売されるiPhone XR、iPhone 11、iPhone SE (第2世代)(2022年でいずれもApple Storeでの販売を終了した）でも同様の措置がとられている。

## iPhone 12 や iPhone 12 Pro の音の問題に対する修理サービスプログラム
2020年10月から2021年4月までの間に製造されたiPhone 12 Proの一部にレシーバモジュールの故障により、音の問題が起きる可能性があることが判明し、2021年8月27日から修理サービスプログラムが開始された。電話利用時にレシーバから音が出ない場合は、本プログラムの対象になる可能性がある。対象かどうかはApple正規サービスプロバイダで実機検査を受ける必要がある。期間は購入日より2年となる。
iPhone 12 や iPhone 12 Pro の音の問題に対する修理サービスプログラム